# Glicina formimidoiltransferasi
La glicina formimidoiltransferasi è un enzima appartenente alla classe delle transferasi, che catalizza la seguente reazione:
5-formimidoiltetraidrofolato + glicina ⇄ tetraidrofolato + N-formimidoilglicina